# Danh sách thiên thể NGC (6001-7000)
Đây là danh sách các thiên thể NGC 6001 – 7000 từ Danh mục chung mới về các tinh vân và cụm sao (NGC). Danh mục thiên văn bao gồm chủ yếu các quần tinh, tinh vân và thiên hà. Các đối tượng khác trong danh mục có thể được tìm thấy trong các trang con khác của danh sách các thiên thể NGC.
Thông tin về chòm sao trong các bảng này được lấy từ Danh mục chung mới về các tinh vân và cụm sao của Jjiko. LE Dreyer, được truy cập bằng "Dịch vụ VizieR". Các loại thiên hà được xác định bằng Cơ sở dữ liệu ngoài thiên hà của NASA / IPAC. Dữ liệu khác của các bảng này là từ Cơ sở dữ liệu thiên văn SIMBAD  trừ khi có quy định khác.

## 6001–6100
| Số NGC | Tên khác                          | Loại thiên thể     | Chòm sao     | Xích kinh (J2000) | Xích vĩ (J2000) | Cấp sao biểu kiến |
| ------ | --------------------------------- | ------------------ | ------------ | ----------------- | --------------- | ----------------- |
| 6025   |                                   | Cụm sao mở         | Nam Tam Giác | 16h 03m 42s       | −60° 30′ 00″    | 5.1               |
| 6027   | (Một phần của Sextet của Seyfert) | Tương tác thiên hà | Cự Xà        | 15h 59m 12.7s     | +20° 45′ 47″    | 14.7              |
| 6027a  | (Một phần của Sextet của Seyfert) | Tương tác thiên hà | Cự Xà        | 15h 59m 11.5s     | +20° 45′ 14″    | 15.1              |
| 6027b  | (Một phần của Sextet của Seyfert) | Tương tác thiên hà | Cự Xà        | 15h 59m 11.0s     | +20° 45′ 42″    | 15.4              |
| 6027c  | (Một phần của Sextet của Seyfert) | Tương tác thiên hà | Cự Xà        | 15h 59m 12.1s     | +20° 44′ 47″    | 16.0              |
| 6027d  | (Một phần của Sextet của Seyfert) | Thiên hà xoắn ốc   | Cự Xà        | 15h 59m 13.2s     | +20° 45′ 33″    | 15.6              |
| 6027e  | (Một phần của Sextet của Seyfert) | Tương tác thiên hà | Cự Xà        | 15h 59m 15.1s     | +20° 45′ 55″    | 16.5              |
| 6043   |                                   | Tương tác thiên hà | Vũ Tiên      | 16h 005m 01.2s    | +17° 46′ 26″    | 15.4              |
| 6087   |                                   | Cụm sao mở         | Củ Xích      | 16h 19m           | −57° 56′        | 5.9               |
| 6093   | Messier 80                        | Cụm sao cầu        | Thiên Yết    | 16h 17m 02.5s     | −22° 58′ 30″    | 8.7               |

## 6101–6200
| Số NGC | Tên khác               | Loại thiên thể                     | Chòm sao   | Xích kinh (J2000) | Xích vĩ (J2000) | Cấp sao biểu kiến |
| ------ | ---------------------- | ---------------------------------- | ---------- | ----------------- | --------------- | ----------------- |
| 6104   |                        | Thiên hà xoắn ốc có thanh          | Bắc Miện   | 16h 16m 30.7s     | +35° 42′ 29″    | 12.933            |
| 6120   |                        | Thiên hà xoắn ốc                   | Bắc Miện   | 16h 19m 48.1s     | +37° 46′ 28″    | 14.6              |
| 6121   | Messier 4              | Cụm sao cầu                        | Thiên Yết  | 16h 23m 35.4s     | −26° 31′ 32″    | 8.1               |
| 6124   |                        | Cụm sao mở                         | Thiên Yết  | 16h 25m 36s       | −40° 40′ 00″    | 5.8               |
| 6125   |                        | Thiên hà elip                      | Thiên Long | 16h 19m 11.7s     | +57° 59′ 03″    | 13.0              |
| 6127   | (Bản sao của NGC 6125) | Thiên hà elip                      | Thiên Long | 16h 19m 11.7s     | +57° 59′ 03″    | 13.0              |
| 6128   | (Bản sao của NGC 6125) | Thiên hà elip                      | Thiên Long | 16h 19m 11.7s     | +57° 59′ 03″    | 13.0              |
| 6134   |                        | Cụm sao mở                         | Củ Xích    | 16h 27m 46.5s     | −49° 09′ 04″    | 7.2               |
| 6139   |                        | Cụm sao cầu                        | Thiên Yết  | 16h 27m 41.6s     | −38° 50′ 18″    | 9.68              |
| 6144   |                        | Cụm sao cầu                        | Thiên Yết  | 16h 27m 14.1s     | −26° 01′ 29″    | 9.63              |
| 6152   |                        | Cụm sao mở                         | Củ Xích    | 16h 33m           | −52° 38′        | 8.1               |
| 6153   |                        | Tinh vân hành tinh                 | Thiên Yết  | 16h 31m 30.6s     | −40° 15′ 12″    | 9.9               |
| 6158   |                        | Thiên hà elip                      | Vũ Tiên    | 16h 27m 40.9s     | +39° 22′ 59″    | 14.68             |
| 6164   |                        | Sao biến quang Tinh vân khuếch tán | Củ Xích    | 16h 33m 52.4s     | −48° 06′ 40″    | 7.0               |
| 6165   |                        | Sao biến quang Tinh vân khuếch tán | Củ Xích    | 16h 33m 52.4s     | −48° 06′ 40″    | 7.0               |
| 6166   |                        | Thiên hà elip                      | Vũ Tiên    | 16h 28m 38.276s   | +39° 33′ 04.97″ | 12.78             |
| 6167   |                        | Cụm sao mở                         | Củ Xích    | 16h 34m 34s       | −49° 46′ 18″    | 6.7               |
| 6169   |                        | Cụm sao mở                         | Củ Xích    | 16h 34m 06.7s     | −44° 00′ 58″    | 6.6               |
| 6171   | Messier 107            | Cụm sao cầu                        | Xà Phu     | 16h 32m 31.9s     | −13° 03′ 13″    | 10.0              |
| 6181   |                        | Thiên hà xoắn ốc có thanh          | Vũ Tiên    | 16h 32m 20.9s     | +19° 49′ 36″    | 10.42             |
| 6188   | Tinh vân Rim           | Tinh vân khuếch tán                | Thiên Đàn  | 40\|05}}          | -48\|47′        |                   |
| 6193   |                        | Cụm sao mở                         | Thiên Đàn  | 16h 41m           | −48° 46′        | 5.3               |

## 6201–6300
| Số NGC | Tên khác                        | Loại thiên thể            | Chòm sao   | Xích kinh (J2000) | Xích vĩ (J2000) | Cấp sao biểu kiến |
| ------ | ------------------------------- | ------------------------- | ---------- | ----------------- | --------------- | ----------------- |
| 6205   | Messier 13; Cụm sao cầu Vũ Tiên | Cụm sao cầu               | Vũ Tiên    | 16h 41m 41s       | +36° 27′ 37″    | 5.8               |
| 6207   |                                 | Thiên hà xoắn ốc          | Vũ Tiên    | 16h 43m 03.7s     | +36° 49′ 57″    | 11.7 +/- 0.4      |
| 6210   |                                 | Tinh vân hành tinh        | Vũ Tiên    | 16h 44m 29.5s     | +23° 48′ 00″    | 12.3              |
| 6218   | Messier 12                      | Cụm sao cầu               | Xà Phu     | 16h 47m 14.5s     | −01° 56′ 52″    | 8.5               |
| 6221   |                                 | Thiên hà xoắn ốc có thanh | Thiên Đàn  | 16h 52m 46.1s     | −59° 13′ 07″    | 9.28              |
| 6229   |                                 | Cụm sao cầu               | Vũ Tiên    | 16h 46m 58.8s     | +47° 31′ 40″    | 9.4               |
| 6231   |                                 | Cụm sao mở                | Thiên Yết  | 16h 54m 08.5s     | −41° 49′ 36″    | 2.8               |
| 6239   |                                 | Thiên hà xoắn ốc có thanh | Vũ Tiên    | 16h 50m 5s        | +42° 44′ 23″    | 11.27             |
| 6240   |                                 | Thiên hà vô định hình     | Xà Phu     | 16h 52m 59.0s     | +02° 24′ 02″    | 14.7              |
| 6242   |                                 | Cụm sao mở                | Thiên Yết  | 16h 55m           | −39° 28′        | 7.1               |
| 6254   | Messier 10                      | Cụm sao cầu               | Xà Phu     | 16h 57m 09.0s     | −04° 05′ 58″    | 6.4               |
| 6256   |                                 | Cụm sao cầu               | Thiên Yết  | 16h 59m 32.7s     | −37° 07′ 17″    | 11.3              |
| 6266   | Messier 62                      | Cụm sao cầu               | Xà Phu     | 17h 01m 12.6s     | −30° 06′ 45″    | 8.6               |
| 6273   | Messier 19                      | Cụm sao cầu               | Xà Phu     | 17h 02m 37.7s     | −26° 16′ 05″    | 8.5               |
| 6284   |                                 | Cụm sao cầu               | Xà Phu     | 17h 04m 28.7s     | −24° 45′ 52″    | 8.9               |
| 6285   |                                 | Thiên hà xoắn ốc          | Thiên Long | 16h 58m 24s       | +58° 57′ 21″    | 14.48 +/- 0.15    |
| 6286   |                                 | Cụm sao cầu               | Thiên Yết  | 16h 59m 32.7s     | −37° 07′ 17″    | 11.3              |
| 6287   |                                 | Cụm sao cầu               | Xà Phu     | 17h 05m 19.3s     | −22° 42′ 29″    | 9.3               |
| 6293   |                                 | Cụm sao cầu               | Xà Phu     | 17h 16m 59.5s     | −26° 34′ 54″    | 8.3               |
| 6300   |                                 | Thiên hà Seyfert          | Thiên Đàn  | 17h 16m 59.5s     | −62° 49′ 40″    | 8.78              |

## 6301–6400
| Số NGC | Tên khác                | Loại thiên thể         | Chòm sao   | Xích kinh (J2000) | Xích vĩ (J2000) | Cấp sao biểu kiến |
| ------ | ----------------------- | ---------------------- | ---------- | ----------------- | --------------- | ----------------- |
| 6302   | Tinh vân Cánh Bướm      | Tinh vân hành tinh     | Thiên Yết  | 17h 13m 44.2s     | −37° 06′ 16″    | 7.1               |
| 6304   |                         | Cụm sao cầu            | Xà Phu     | 17h 14m 32.5s     | −29° 27′ 44″    | 8.22              |
| 6309   | Tinh vân Chiếc Hộp      | Tinh vân hành tinh     | Xà Phu     | 17h 14m 04.3s     | −12° 54′ 38″    | 11.5              |
| 6316   |                         | Cụm sao cầu            | Xà Phu     | 17h 16m 37.4s     | −28° 08′ 24″    | 8.1               |
| 6325   |                         | Cụm sao cầu            | Xà Phu     | 17h 17m 59.3s     | −23° 45′ 58″    | 10.2              |
| 6326   |                         | Tinh vân hành tinh     | Thiên Đàn  | 17h 20m 46.3s     | −51° 45′ 16″    | 12.2              |
| 6328   |                         | Thiên hà xoắn ốc       | Thiên Đàn  | 17h 23m 41.0s     | −12° 54′ 38″    | 7.64              |
| 6333   | Messier 9               | Cụm sao cầu            | Xà Phu     | 17h 19m 11.8s     | −18° 30′ 59″    | 9.4               |
| 6334   | Tinh vân Móng Mèo       | Tàn tích siêu tân tinh | Thiên Yết  | 17h 19m 58.0s     | −35° 57′ 47″    |                   |
| 6340   |                         | Thiên hà xoắn ốc       | Thiên Long | 17h 10m 25.1s     | +72° 18′ 17″    | 11.9              |
| 6341   | Messier 92              | Cụm sao cầu            | Vũ Tiên    | 17h 17m 07.3s     | +43° 08′ 12″    | 6.3               |
| 6357   | Chiến tranh và Hòa bình | Tinh vân khuếch tán    | Thiên Yết  | 17h 24m           | −34° 20′        |                   |
| 6369   | Tinh vân Bóng Ma Nhỏ    | Tinh vân hành tinh     | Xà Phu     | 17h 29m 20.4s     | −23° 45′ 34″    | 16.6              |
| 6397   |                         | Cụm sao cầu            | Thiên Đàn  | 17h 40m 41.4s     | −53° 40′ 25″    | 7.4               |

## 6401–6500
| Số NGC | Tên khác                   | Loại thiên thể          | Chòm sao      | Xích kinh (J2000) | Xích vĩ (J2000) | Cấp sao biểu kiến |
| ------ | -------------------------- | ----------------------- | ------------- | ----------------- | --------------- | ----------------- |
| 6401   |                            | Cụm sao cầu             | Xà Phu        | 17h 38m 36.93s    | −23° 54′ 31.5″  | 7.4               |
| 6402   | Messier 14                 | Cụm sao cầu             | Xà Phu        | 17h 37m 36.2s     | −03° 14′ 45″    | 9.6               |
| 6405   | Messier 6; Cụm sao Hồ Điệp | Cụm sao mở              | Thiên Yết     | 17h 40m           | −32° 12′        | 4.5               |
| 6412   |                            | Thiên hà xoắn ốc        | Thiên Long    | 17h 29m 37.5s     | +75° 42′ 16″    | 11.62             |
| 6426   |                            | Cụm sao cầu             | Xà Phu        | 17h 44m 54.7s     | +3° 10′ 13″     | 11.01             |
| 6440   |                            | Cụm sao cầu             | Nhân Mã       | 17h 48m 52.7s     | −20° 21′ 36.9″  | 10.1              |
| 6441   |                            | Cụm sao cầu             | Thiên Yết     | 17h 50m 13.06s    | −37° 03′ 05.2″  | 7.2               |
| 6445   |                            | Tinh vân hành tinh      | Nhân Mã       | 17h 49m 15s       | −20° 00′ 35″    | 11.2              |
| 6448   | không tồn tại              | không tồn tại           | không tồn tại | không tồn tại     | không tồn tại   | không tồn tại     |
| 6452   |                            | Thiên hà dạng thấu kính | Vũ Tiên       | 17h 47m 58.5s     | +20° 50′ 16″    | 14.4              |
| 6453   |                            | Cụm sao cầu             | Thiên Yết     | 17h 50m 51.7s     | −34° 35′ 59.6″  | 10.1              |
| 6475   | Messier 7                  | Cụm sao mở              | Thiên Yết     | 17h 54m           | −34° 47′        | 3.5               |
| 6494   | Messier 23                 | Cụm sao mở              | Nhân Mã       | 17h 57m           | −18° 59′        | 6.0               |
| 6496   |                            | Cụm sao cầu             | Thiên Yết     | 17h 59m 02.0s     | −44° 15′ 55″    | 10.0              |
| 6500   |                            | Thiên hà xoắn ốc        | Vũ Tiên       | 17h 55m 59.8s     | +18° 20′ 18″    | 13.4              |

## 6501–6600
| Số NGC | Tên khác                                | Loại thiên thể      | Chòm sao   | Xích kinh (J2000) | Xích vĩ (J2000) | Cấp sao biểu kiến |
| ------ | --------------------------------------- | ------------------- | ---------- | ----------------- | --------------- | ----------------- |
| 6514   | Messier 20; Tinh vân Trifid             | Tinh vân khuếch tán | Nhân Mã    | 18h 02m 23s       | −23° 02′        | 6.8               |
| 6520   |                                         | Cụm sao mở          | Nhân Mã    | 18h 03m           | −27° 53′        | 7.6               |
| 6522   | (Nằm trong Cửa sổ Baade)                | Cụm sao cầu         | Nhân Mã    | 18h 03m 34.1s     | −30° 02′ 02″    | 10.7              |
| 6523   | (Nằm trong Messier 8 (Tinh vân Lagoon)) | Cụm sao mở          | Nhân Mã    | 18h 03m           | −24° 23′        |                   |
| 6530   | (Nằm trong Messier 8 (Tinh vân Lagoon)) | Cụm sao mở          | Nhân Mã    | 18h 05m           | −24° 22′        | 4.7               |
| 6531   | Messier 21                              | Cụm sao mở          | Nhân Mã    | 18h 04m           | −22° 29′        | 6.0               |
| 6537   |                                         | Tinh vân hành tinh  | Nhân Mã    | 18h 05m 13.1s     | −19° 50′ 35″    | 13.6              |
| 6543   | Tinh vân Mắt Mèo                        | Tinh vân hành tinh  | Thiên Long | 17h 58m 33.4s     | +66° 38′ 00″    | 9.8               |
| 6559   |                                         | Tinh vân khuếch tán | Nhân Mã    | 18h 10m           | -24°            |                   |
| 6560   |                                         | Thiên hà xoắn ốc    | Vũ Tiên    | 18h 05m 14.2s     | +46° 52′ 53″    | 14.2              |
| 6565   |                                         | Tinh vân hành tinh  | Nhân Mã    | 18h 11m 52.5s     | −28° 10′ 42″    | 12.5              |
| 6575   |                                         | Thiên hà elip       | Vũ Tiên    | 18h 10m 57.5s     | 31° 06′ 57″     | 13.0              |
| 6578   |                                         | Tinh vân hành tinh  | Nhân Mã    | 18h 16m 16.5s     | −20° 27′ 03″    | 12.9              |
| 6589   |                                         | Tinh vân khuếch tán | Nhân Mã    | 18h 16m 50.4s     | −19° 53′ 24″    | 10.5              |
| 6590   |                                         | Tinh vân khuếch tán | Nhân Mã    | 18h 17m 00s       | −19° 53′        | 9.8               |
| 6600   | (Bản sao của NGC 6599)                  | Thiên hà            | Vũ Tiên    | 18h 15m 43.0s     | 25° 54′ 45″     | 13.62             |

## 6601–6700
| Số NGC | Tên khác                                       | Loại thiên thể     | Chòm sao   | Xích kinh (J2000) | Xích vĩ (J2000) | Cấp sao biểu kiến |
| ------ | ---------------------------------------------- | ------------------ | ---------- | ----------------- | --------------- | ----------------- |
| 6601   |                                                | Thiên hà           | Thiên Long | 18h 11m 44.3s     | 61° 27′ 12″     | 15.6              |
| 6602   |                                                | Thiên hà           | Vũ Tiên    | 18h 16m 34.3s     | 25° 02′ 39″     | 14.6              |
| 6603   | Messier 24                                     | Cụm sao mở         | Nhân Mã    | 18h 18m           | −18° 26′        | 11.1              |
| 6604   |                                                | Cụm sao mở         | Cự Xà      | 18h 18m 02.9s     | −12° 14′ 35″    | 6.5               |
| 6605   |                                                | Cụm sao mở         | Cự Xà      | 18h 16m 21.7s     | −15° 00′ 55″    | 6.0               |
| 6606   |                                                | Thiên hà           | Thiên Cầm  | 18h 14m 41.6s     | 43° 16′ 07″     | 13.6              |
| 6607   |                                                | Thiên hà           | Thiên Long | 18h 12m 14.7s     | 61° 19′ 59″     | 15.3              |
| 6608   |                                                | Thiên hà           | Thiên Long | 18h 12m 28.9s     | 61° 17′ 53″     | 14.9              |
| 6609   |                                                | Thiên hà           | Thiên Long | 18h 12m 33.6s     | 61° 19′ 55″     | 14.5              |
| 6610   |                                                | Thiên hà           | Vũ Tiên    | 18h 11m 51.2s     | 14° 58′ 54″     | 12.83             |
| 6611   | Messier 16; Tinh vân Đại Bàng                  | Cụm sao mở         | Cự Xà      | 18h 19m           | −13° 49′        | 6.6               |
| 6612   |                                                | Thiên hà           | Thiên Cầm  | 18h 16m 10.8s     | 36° 04′ 43″     | 14.5              |
| 6613   | Messier 18                                     | Cụm sao mở         | Nhân Mã    | 18h 20m           | −17° 06′        | 7.2               |
| 6614   |                                                | Thiên hà           | Khổng Tước | 18h 25m 07.7s     | −63° 14′ 51″    | 12.1              |
| 6615   |                                                | Thiên hà           | Xà Phu     | 18h 18m 33.5s     | 13° 15′ 54″     | 13.2              |
| 6616   |                                                | Thiên hà           | Vũ Tiên    | 18h 17m 41.1s     | 22° 14′ 18″     | 14.0              |
| 6617   |                                                | Thiên hà           | Thiên Long | 18h 14m 02.5s     | 61° 19′ 10″     | 14.7              |
| 6618   | Messier 17; Tinh vân Thiên Nga; Tinh vân Omega | Cụm sao mở         | Nhân Mã    | 18h 20m 26s       | −16° 11′        | 6.7               |
| 6619   |                                                | Thiên hà           | Vũ Tiên    | 18h 18m 55.5s     | 23° 39′ 20″     | 13.1              |
| 6620   |                                                | Tinh vân hành tinh | Nhân Mã    | 18h 22m 54.1s     | −26° 99′ 18″    | 12.7              |
| 6621   |                                                | Tương tác thiên hà | Thiên Long | 18h 12m 55.3s     | 68° 21′ 48″     | 14                |
| 6622   |                                                | Thiên hà           | Thiên Long | 18h 12m 59.8s     | 68° 21′ 14″     | 15.0              |
| 6623   |                                                | Thiên hà           | Vũ Tiên    | 18h 19m 42.9s     | 23° 42′ 20″     | 13.3              |
| 6624   |                                                | Cụm sao cầu        | Nhân Mã    | 18h 23m 40.7s     | −30° 21′ 39″    | 8.7               |
| 6625   |                                                | Cụm sao mở         | Thuẫn Bài  | 18h 23m 02.0s     | −12° 01′ 26″    | 9.0               |
| 6626   | Messier 28                                     | Cụm sao cầu        | Nhân Mã    | 18h 24m 32.9s     | −24° 52′ 11″    | 8.7               |
| 6627   |                                                | Thiên hà           | Vũ Tiên    | 18h 22m 38.9s     | 15° 41′ 53″     | 13.2              |
| 6628   |                                                | Thiên hà           | Vũ Tiên    | 18h 22m 21.9s     | 23° 28′ 43″     | 13.0              |
| 6629   |                                                | Tinh vân hành tinh | Nhân Mã    | 18h 25m 42.4s     | −23° 12′ 10″    | 11.3              |
| 6630   |                                                | Thiên hà           | Khổng Tước | 18h 32m 35.1s     | −63° 17′ 36″    | 13.7              |
| 6631   |                                                | Cụm sao mở         | Thuẫn Bài  | 18h 27m 11.3s     | −12° 01′ 52″    | 11.7              |
| 6632   |                                                | Thiên hà           | Vũ Tiên    | 18h 25m 03.1s     | 27° 32′ 07″     | 12.3              |
| 6633   |                                                | Cụm sao mở         | Xà Phu     | 18h 27m 31.2s     | +06° 34′ 12″    | 5.0               |
| 6634   | Messier 69                                     | Cụm sao cầu        | Nhân Mã    | 18h 31m 23.2s     | −32° 20′ 53″    | 9.3               |
| 6635   |                                                | Thiên hà           | Vũ Tiên    | 18h 27m 37.1s     | 14° 49′ 09″     | 13.5              |
| 6636   |                                                | Thiên hà           | Thiên Long | 18h 22m 03.9s     | 66° 37′ 09″     | 13.5              |
| 6637   | Messier 69                                     | Cụm sao cầu        | Nhân Mã    | 18h 31m 23.2s     | −32° 20′ 53″    | 9.3               |
| 6638   |                                                | Cụm sao cầu        | Nhân Mã    | 18h 30m 56.2s     | −25° 29′ 47″    | 9.2               |
| 6639   |                                                | Cụm sao mở         | Thuẫn Bài  | 18h 30m 59.3s     | −13° 09′ 21″    |                   |
| 6640   |                                                | Thiên hà           | Thiên Cầm  | 18h 28m 08.3s     | 34° 18′ 10″     | 13.7              |
| 6641   |                                                | Thiên hà           | Vũ Tiên    | 18h 28m 57.4s     | 22° 54′ 11″     | 13.5              |
| 6642   |                                                | Cụm sao cầu        | Nhân Mã    | 18h 31m 54.2s     | −23° 28′ 34″    | 8.9               |
| 6643   |                                                | Thiên hà           | Thiên Long | 18h 19m 46.4s     | 74° 34′ 06″     | 11.5              |
| 6644   |                                                | Tinh vân hành tinh | Nhân Mã    | 18h 32m 34.7s     | −25° 07′ 44″    | 10.7              |
| 6645   |                                                | Cụm sao mở         | Nhân Mã    | 18h 32m 37.9s     | −16° 53′ 02″    | 8.5               |
| 6646   |                                                | Thiên hà           | Thiên Cầm  | 18h 29m 38.7s     | 39° 51′ 55″     | 13.0              |
| 6647   |                                                | Cụm sao mở         | Nhân Mã    | 18h 32m 49.3s     | −17° 13′ 43″    |                   |
| 6648   |                                                | Sao đôi quang học  | Thiên Long | 18h 25m 37.8s     | 64° 58′ 34″     |                   |
| 6649   |                                                | Cụm sao mở         | Thuẫn Bài  | 18h 33m 27.9s     | −10° 24′ 10″    | 8.9               |
| 6650   |                                                | Thiên hà           | Thiên Long | 18h 25m 28.0s     | 68° 00′ 21″     | 13.9              |
| 6651   |                                                | Thiên hà           | Thiên Long | 18h 24m 19.7s     | 71° 36′ 07″     | 13.3              |
| 6652   |                                                | Cụm sao cầu        | Nhân Mã    | 18h 35m 45.7s     | −32° 59′ 25″    | 8.5               |
| 6653   |                                                | Thiên hà           | Khổng Tước | 18h 44m 38.4s     | −73° 15′ 48″    | 12.5              |
| 6654   |                                                | Thiên hà           | Thiên Long | 18h 24m 07.6s     | 73° 11′ 00″     | 11.8              |
| 6655   |                                                | Sao đôi quang học  | Thuẫn Bài  | 18h 34m 30.9s     | −05° 55′ 15″    |                   |
| 6656   | Messier 22                                     | Cụm sao cầu        | Nhân Mã    | 18h 36m 24.2s     | −23° 54′ 12″    | 7.2               |
| 6681   | Messier 70                                     | Cụm sao cầu        | Nhân Mã    | 18h 43m 12.6s     | −32° 17′ 31″    | 9.8               |
| 6694   | Messier 26                                     | Cụm sao mở         | Thuẫn Bài  | 18h 45m           | −09° 23′        | 8.0               |

## 6701–6800
| Số NGC | Tên khác                       | Loại thiên thể     | Chòm sao   | Xích kinh (J2000) | Xích vĩ (J2000) | Cấp sao biểu kiến |
| ------ | ------------------------------ | ------------------ | ---------- | ----------------- | --------------- | ----------------- |
| 6705   | Messier 11;<brCụm sao Vịt Trời | Cụm sao mở         | Thuẫn Bài  | 18h 51m           | −06° 16′        | 6.3               |
| 6709   |                                | Cụm sao mở         | Thiên Ưng  | 18h 51m           | +10° 19′        | 7.2               |
| 6712   |                                | Cụm sao cầu        | Thuẫn Bài  | 18h 53m 04.3s     | −08° 42′ 22″    | 9.9               |
| 6715   | Messier 54                     | Cụm sao cầu        | Nhân Mã    | 18h 55m 03.3s     | −30° 28′ 43″    | 9.2               |
| 6720   | Messier 57; Ring Nebula        | Tinh vân hành tinh | Thiên Cầm  | 18h 53m 35.1s     | +33° 01′ 45″    | 14.7              |
| 6723   |                                | Cụm sao cầu        | Nhân Mã    | 18h 59m 33.1s     | −36° 37′ 53″    | 8.7               |
| 6726   | Tinh vân Anteater              | Tinh vân           | Nam Miện   | 19h 02m           | −35° 53′        |                   |
| 6727   |                                | Tinh vân           | Nam Miện   | 19h 02m           | −36° 54′        |                   |
| 6729   |                                | Tinh vân           | Nam Miện   | 19h 01m 46.4s     | −36° 57′ 40″    |                   |
| 6744   |                                | Thiên hà xoắn ốc   | Khổng Tước | 19h 09m 45.3s     | −63° 51′ 21″    | 9.2               |
| 6745   |                                | Tương tác thiên hà | Thiên Cầm  | 19h 01m 41.7s     | +40° 44′ 48″    | 13.3              |
| 6751   |                                | Tinh vân hành tinh | Thiên Ưng  | 19h 05m 55.6s     | −05° 59′ 33″    | 15.8              |
| 6752   |                                | Cụm sao cầu        | Khổng Tước | 19h 10m 51.8s     | −59° 58′ 55″    | 7.0               |
| 6755   |                                | Cụm sao mở         | Thiên Ưng  | 19h 08m           | +04° 14′        | 8.6               |
| 6760   |                                | Cụm sao cầu        | Thiên Ưng  | 19h 11m 12.1s     | +01° 01′ 50″    | 11.4              |
| 6766   | (xem NGC 6884)                 | Tinh vân hành tinh | Thiên Cầm  | 20h 10m 23.7s     | +46° 27′ 40″    | 11.9              |
| 6779   | Messier 56                     | Cụm sao cầu        | Thiên Cầm  | 19h 16m 35.5s     | +30° 11′ 04″    | 8.9               |
| 6781   |                                | Tinh vân hành tinh | Thiên Ưng  | 19h 18m 28.1s     | +06° 32′ 19″    |                   |
| 6782   |                                | Thiên hà xoắn ốc   | Khổng Tước | 19h 23m 59.1s     | −59° 55′ 23″    | 12.7              |
| 6790   |                                | Tinh vân hành tinh | Thiên Ưng  | 19h 22m 57.0s     | +01° 30′ 46″    | 12.5              |
| 6791   |                                | Cụm sao mở         | Thiên Cầm  | 19h 20m 53s       | +37° 46′        | 10.5              |

## 6801–6900
| Số NGC | Tên khác                    | Loại thiên thể          | Chòm sao       | Xích kinh (J2000) | Xích vĩ (J2000) | Cấp sao biểu kiến |
| ------ | --------------------------- | ----------------------- | -------------- | ----------------- | --------------- | ----------------- |
| 6803   |                             | Tinh vân hành tinh      | Thiên Ưng      | 19h 31m 16.5s     | +10° 03′ 22″    | 15.2              |
| 6809   | Messier 55                  | Cụm sao cầu             | Nhân Mã        | 19h 39m 59.4s     | −30° 57′ 44″    | 8.1               |
| 6810   |                             | Thiên hà xoắn ốc        | Khổng Tước     | 19h 43m 34.2s     | −58° 39′ 20.1″  | 11.6              |
| 6814   |                             | Thiên hà xoắn ốc        | Thiên Ưng      | 19h 42m 47.4s     | +10° 18′ 45″    | 11.2              |
| 6818   | Tinh vân Đá Quý Nhỏ         | Tinh vân hành tinh      | Nhân Mã        | 19h 43m 57.8s     | −14° 09′ 12″    | 9.3               |
| 6819   |                             | Cụm sao mở              | Thiên Nga      | 19h 41m 18s       | +40° 11′ 00″    | 7.3               |
| 6822   | Thiên hà của Barnard        | Thiên hà vô định hình   | Nhân Mã        | 19h 44m 57.8s     | −14° 48′ 11″    | 18                |
| 6826   | Hành tinh nhấp nháy         | Tinh vân hành tinh      | Thiên Nga      | 19h 44m 48.2s     | +50° 31′ 30″    | 10.2              |
| 6838   | Messier 71                  | Cụm sao cầu             | Thiên Tiễn     | 19h 53m 46.1s     | +18° 46′ 42″    | 7.9               |
| 6853   | Messier 27; Tinh vân Quả Tạ | Tinh vân hành tinh      | Hồ Ly          | 19h 59m 36.3s     | +22° 43′ 16″    | 7.5               |
| 6861   |                             | Thiên hà dạng thấu kính | Viễn Vọng Kính | 20h 07m 19.48s    | −48° 22′ 12.8″  | 11.0              |
| 6863   |                             | Khoảnh sao              | Thiên Ưng      | 20h 05m 7.3s      | −03° 33′ 16″    |                   |
| 6864   | Messier 75                  | Cụm sao cầu             | Nhân Mã        | 20h 06m 04.8s     | −21° 55′ 16″    | 10.0              |
| 6866   |                             | Cụm sao mở              | Thiên Nga      | 20h 3.7m          | +44° 00′        | 7.6               |
| 6871   |                             | Cụm sao mở              | Thiên Nga      | 20h 09m 59.0s     | +35° 46′ 36″    | 6.5               |
| 6872   |                             | Thiên hà xoắn ốc        | Khổng Tước     | 20h 16m 56.0s     | −70° 46′ 03″    | 12.5              |
| 6884   | (Bản sao của NGC 6766)      | Tinh vân hành tinh      | Thiên Nga      | 20h 10m 23.7s     | +46° 27′ 40″    | 11.9              |
| 6888   | Tinh vân Lưỡi Liềm          | Tinh vân khuếch tán     | Thiên Nga      | 20h 12m 07s       | +38° 21′        | 7.4               |
| 6891   |                             | Tinh vân hành tinh      | Hải Đồn        | 20h 15m 08.8s     | +12° 42′ 16″    | 10                |

## 6901–7000
| Số NGC | Tên khác                          | Loại thiên thể          | Chòm sao     | Xích kinh (J2000) | Xích vĩ (J2000) | Cấp sao biểu kiến |
| ------ | --------------------------------- | ----------------------- | ------------ | ----------------- | --------------- | ----------------- |
| 6902   |                                   | Thiên hà xoắn ốc        | Nhân Mã      | 20h 24m 28.1s     | -43\|39\|12.4   | 11.82             |
| 6905   |                                   | Tinh vân hành tinh      | Hải Đồn      | 20h 22m 23s       | +20° 06′ 16″    | 10.9              |
| 6907   |                                   | Thiên hà xoắn ốc        | Ma Kết       | 20h 25m 06.6s     | −24° 48′ 33″    | 11.1              |
| 6910   | OCl 181                           | Cụm sao mở              | Thiên Nga    | 20h 23m 08s       | +40° 46′ 30″    | 7.4               |
| 6913   | Messier 29                        | Cụm sao mở              | Thiên Nga    | 20h 23m 56s       | +38° 31′        | 7.3               |
| 6914   |                                   | Tinh vân khuếch tán     | Thiên Nga    | 20h 25m           | +42°            |                   |
| 6934   |                                   | Cụm sao cầu             | Hải Đồn      | 20h 34m 11.5s     | +07° 24′ 15″    | 10.5              |
| 6946   |                                   | Thiên hà xoắn ốc        | Tiên Vương   | 20h 34m 51.4s     | +60° 09′ 18″    | 10.5              |
| 6960   | Tinh vân Vành Khăn                | Tinh vân khuếch tán     | Thiên Nga    | 20h 45m 38.0s     | +30° 42′ 30″    |                   |
| 6981   | Messier 72                        | Cụm sao cầu             | Bảo Bình     | 20h 53m 27.9s     | −12° 32′ 13″    | 10.0              |
| 6994   | Messier 73                        | Khoảnh sao              | Bảo Bình     | 20h 59m           | −12° 38′        | 8.9               |
| 6995   | (Một phần của Tinh vân Vành Khăn) | Tinh vân khuếch tán     | Thiên Nga    | 20h 57m           | +31° 13′        |                   |
| 6996   |                                   | Hiệp hội sao            | Thiên Nga    | 20h 56m 25s       | +45° 28′        |                   |
| 6997   |                                   | Cụm sao mở              | Thiên Nga    | 20h 56m 40s       | +44° 39′        | 10.0              |
| 6998   |                                   | Thiên hà elip           | Hiển Vi Kính | 21h 01m 37.7s     | −28° 01′ 55″    | 15.6              |
| 6999   |                                   | Thiên hà dạng thấu kính | Hiển Vi Kính | 21h 01m 59.5s     | −28° 03′ 32″    |                   |
| 7000   | Tinh vân Bắc Mỹ                   | Tinh vân khuếch tán     | Thiên Nga    | 20h 58m 47s       | +44° 20′        | 4                 |